# Changata
Changata es una localidad del estado mexicano de Guerrero. Es parte del municipio de Ajuchitlán del Progreso.

## Toponimia
El nombre «Changata» proviene de los términos en purépecha: changunga, nanche; ta, lugar.
Su significado es «lugar de nanches».

## Demografía
| Gráfica de evolución demográfica |
|                                  |

| Censo | Población |
| ----- | --------- |
| 1900  | 342       |
| 1910  | —         |
| 1921  | 520       |
| 1930  | 480       |
| 1940  | 640       |
| 1950  | 844       |
| 1960  | 1 136     |
| 1970  | 1 374     |
| 1980  | 2 020     |
| 1990  | 2 424     |
| 2000  | 2 887     |
| 2010  | 3 068     |
| 2020  | 3 226     |